# 城南島

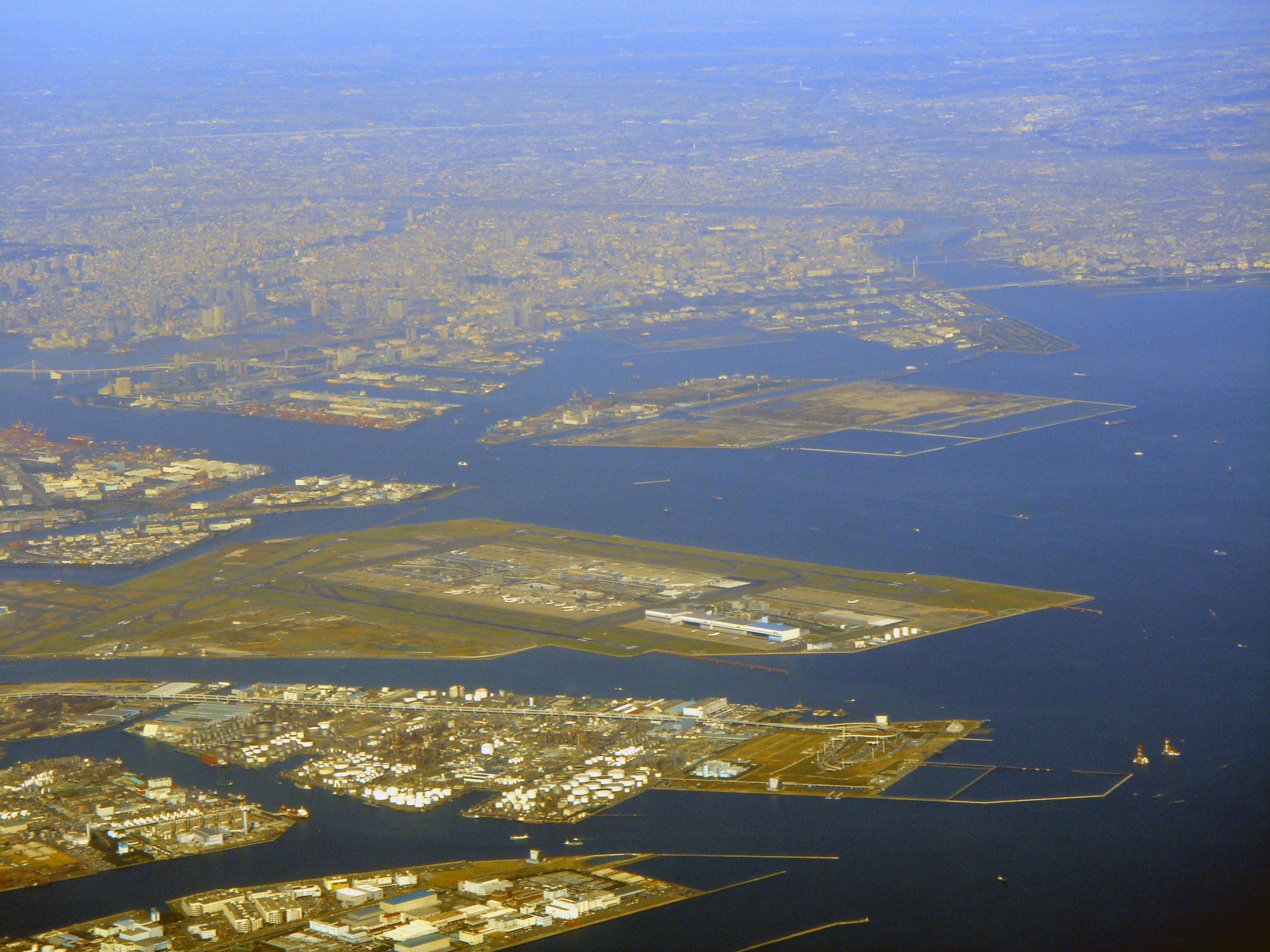
東京国際空港の直ぐ奥（北）側が城南島、城南島の左側が京浜島（定期航空機より）

城南島（じょうなんじま）は、東京都大田区にある人工島であり、同区の町名である。現行行政地名は城南島一丁目から城南島七丁目。埋立地名は大井ふ頭その2（大井ふ頭その1は、大田区東海・品川区八潮の区域にあたる）。人口はごくわずかである。

## 概要
大田区の東部に位置する。地域西部から北西部は大田区東海（大井ふ頭）が、地域北東部は令和島（中央防波堤外側埋立地）が、地域南部は京浜島・羽田空港がある。
地域内の多くは工業用地で、工業団地を形成しているほか、埠頭用地、シャーシープールやバンプールがある。島全体ではまだ開発中で造成中の箇所も見られる。
現在、隣接する東海地区と陸続きとなっている。

## 年表
- 1939年1月31日 - 免許取得。事業主体は東京府。
- 1979年 - 「城南島」として町名確定。大田区に編入
- 1980年1月1日 -　住居表示実施。一丁目誕生。
- 1985年 - 二丁目誕生。
- 1990年 - 四丁目誕生。
- 1991年 - 五丁目と六丁目誕生。
- 1996年 - 完全竣工。七丁目誕生。

竣工面積:1,124,000m2

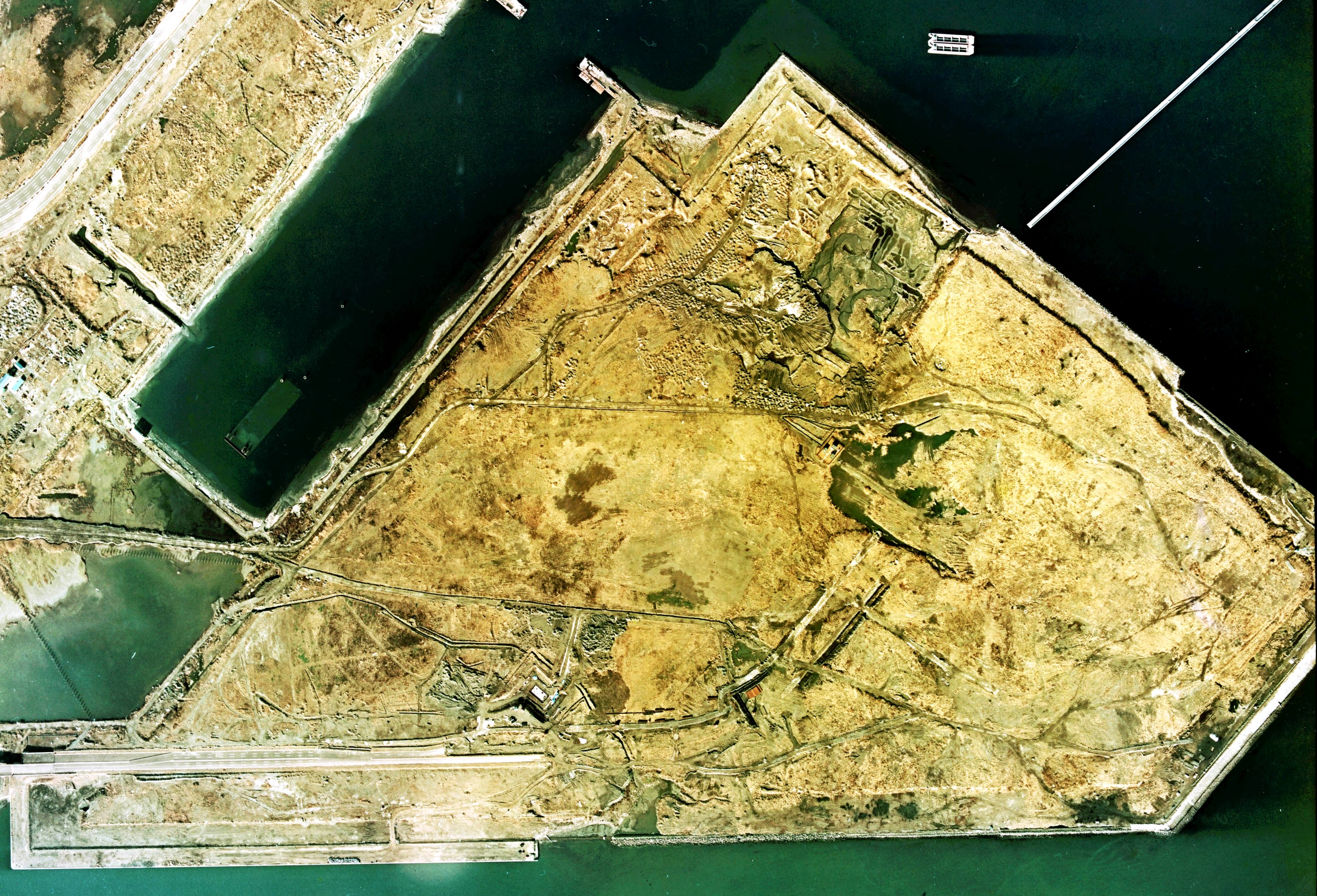
城南島付近の航空写真。1974年撮影。まだ大半が造成中であった。国土交通省 国土地理院 地図・空中写真閲覧サービスの空中写真を基に作成
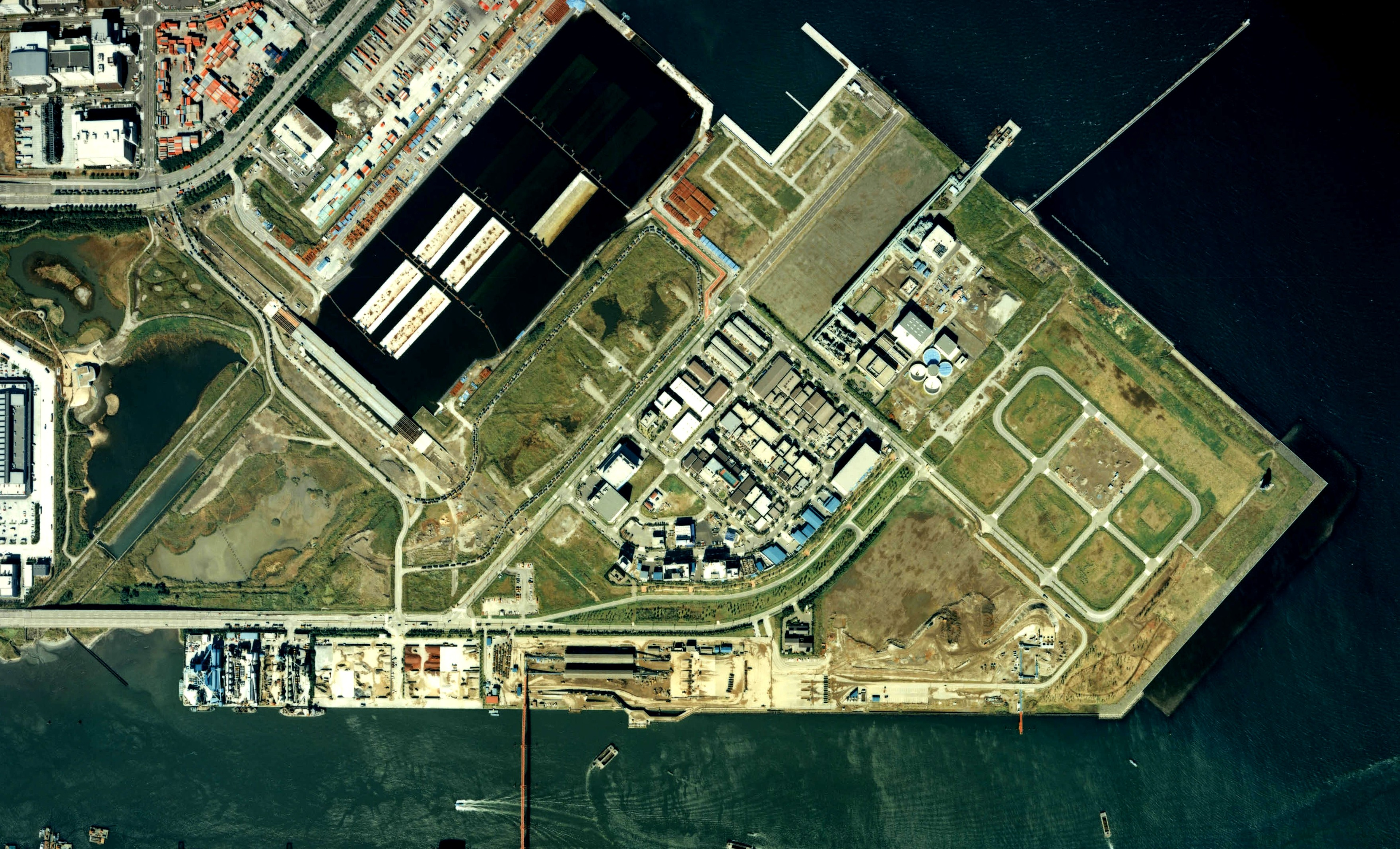
城南島付近の航空写真。1989年撮影。1974年に比べ開発が進んでいるのが確認できる。国土交通省 国土地理院 地図・空中写真閲覧サービスの空中写真を基に作成

## 地域内の町名
- 城南島一丁目…地域南西部。コンクリート工場や建材埠頭、東京港埠頭公社の事務所がある。
- 城南島二丁目…地域中部。企業の運送・物流センターや製造関係の工場などが集まっている。
- 城南島三丁目…地域南東部。各種工場のほか東京都動物愛護相談センター城南島出張所がある。
- 城南島四丁目…地域東部。二丁目同様、各種工場や企業の物流センターがある。また東京湾沿いに城南島海浜公園がある。当公園は東京湾や羽田空港方面が望めるビュースポットとしても知られる。
- 城南島五丁目…地域北部。東京都下水道局南部スラッジプラント8汚泥処理施設）や東京大井コールドプラザがある。ここには各社の冷蔵倉庫が集まっており埠頭に来る冷蔵食品の管理などをしている。また、シャーシプールがある。
- 城南島六丁目…地域北西部。五丁目同様に冷蔵倉庫やシャーシプール、バンプールなどが広がる。
- 城南島七丁目…地域西部。シャーシー置き場などになっている。

## 地域内の公園
- 城南島海浜公園（当該項目参照）

### 城南島緑道公園
城南島緑道公園（じょうなんじまりょくどうこうえん）は、城南島一丁目と二丁目にある東京都港湾局が所管している公園。城南島の入口付近から東部にある城南島海浜公園へと続く緑道公園である。遊歩道沿いに樹木や草花などが見られる。島内の緩衝緑地の役割も果たしている。
- 開園年月日：1981年4月1日
- 面積：19,959.95m2
- アクセス：大森駅などよりバス（京急バス 森32系統）「建材埠頭」バス停下車。

### 城南島ふ頭公園
城南島ふ頭公園（じょうなんじまふとうこうえん）は、二丁目内にある東京都港湾局が所管している公園。芝生が主体の公園で、遊戯施設もある。島内で働く人の休憩などに利用されている。
- 開園年月日：1992年11月1日
- 面積：7,139.71m2
- アクセス：大森駅などよりバス（京急バス 森32系統）「城南島四丁目」バス停下車。

## 学区
区立小・中学校に通う場合、学区は以下の通りとなる（2023年3月時点）。
| 丁目         | 番地 | 小学校                 | 中学校                 |
| ------------ | ---- | ---------------------- | ---------------------- |
| 城南島一丁目 | 全域 | 大田区立大森第五小学校 | 大田区立大森第二中学校 |
| 城南島二丁目 | 全域 | 大田区立大森第五小学校 | 大田区立大森第二中学校 |
| 城南島三丁目 | 全域 | 大田区立大森第五小学校 | 大田区立大森第二中学校 |
| 城南島四丁目 | 全域 | 大田区立大森第五小学校 | 大田区立大森第二中学校 |
| 城南島五丁目 | 全域 | 大田区立大森第五小学校 | 大田区立大森第二中学校 |
| 城南島六丁目 | 全域 | 大田区立大森第五小学校 | 大田区立大森第二中学校 |
| 城南島七丁目 | 全域 | 大田区立大森第五小学校 | 大田区立大森第二中学校 |

## 事業所
2021年（令和3年）現在の経済センサス調査による事業所数と従業員数は以下の通りである。
| 丁目         | 事業所数  | 従業員数 |
| ------------ | --------- | -------- |
| 城南島一丁目 | 12事業所  | 118人    |
| 城南島二丁目 | 81事業所  | 1,368人  |
| 城南島三丁目 | 16事業所  | 310人    |
| 城南島四丁目 | 46事業所  | 972人    |
| 城南島五丁目 | 17事業所  | 243人    |
| 城南島六丁目 | 3事業所   | 31人     |
| 城南島七丁目 | 12事業所  | 640人    |
| 計           | 187事業所 | 3,682人  |

### 事業者数の変遷
経済センサスによる事業所数の推移。
| 年                 | 事業者数 |
| ------------------ | -------- |
| 2016年（平成28年） | 187      |
| 2021年（令和3年）  | 187      |

### 従業員数の変遷
経済センサスによる従業員数の推移。
| 年                 | 従業員数 |
| ------------------ | -------- |
| 2016年（平成28年） | 3,527    |
| 2021年（令和3年）  | 3,682    |

## 交通
地域東部の大田区東海と城南大橋で繋がっている。以前は城南野鳥橋でも繋がっていたが、緊急輸送道路としての機能維持を目的に、2017年から始まった工事で城南野鳥橋は撤去され平面道路となった。また、北東部の大田区令和島（中央防波堤外側埋立地）と臨海トンネルを介して繋がっている。
当地域内に鉄道駅はない。鉄道駅からでは、東京モノレール羽田空港線流通センター駅から徒歩40分以上、大森駅・大森海岸駅・平和島駅から京浜急行バスの利用となる（時刻要確認）。

## その他

### 日本郵便
- 郵便番号 : 143-0002[2]（集配局 : 大森郵便局[8]）。